# Médaille Hubbard
La médaille Hubbard (en anglais : Hubbard Medal) est une récompense remise par la National Geographic Society (NGS) à des personnes qui se sont distinguées dans les domaines de l'exploration, de la découverte et de la recherche.
La médaille porte le nom de Gardiner Greene Hubbard, premier président de la National Geographic Society.
Elle est remise depuis 1906 de façon irrégulière. Les premiers récipiendaires sont des explorateurs polaires pour la conquête des pôles.